# Wielki Erg Zachodni
Wielki Erg Zachodni, Al-‘Irq al-Kabīr al-Gharbī (fr. Grand Erg Occidental) – piaszczysta pustynia w północnej części Sahary, w Algierii, zajmująca powierzchnię ok. 70 tys. km². Średnia temperatura w lipcu przekracza tu 36 °C, co czyni ją jedną z najgorętszych pustyń Ziemi.